# Jon-Michael Ecker
Jon-Michael William Ecker  (San Marcos, Texas, 1983. március 16. –) amerikai színész, modell.

## Élete és pályafutása
1983. március 16-án született San Marcosban. Édesapja Guy Ecker, színész, akivel 17 évesen találkozott először. A Televisa színészképzőjében, a Centro de Educación Artística de Televisában (CEA) tanult. Első szerepét 2010-ben kapta a Niña de mi corazón című teleregényben. 2012-ben Pablót alakította a Több mint testőrben.

## Filmográfia
| Év   | Cím                  | Magyar cím       | Szerep             |
| ---- | -------------------- | ---------------- | ------------------ |
| 2010 | Niña de mi corazón   |                  | El Mudra           |
| 2011 | Popland!             | Popland!         | Ari Morales        |
| 2012 | Corazón valiente     | Több mint testőr | Pablo Peralta      |
| 2013 | Gossip Girl Acapulco |                  | Nicolás de la Vega |